# Lussy-sur-Morges
Pour les articles homonymes, voir Lussy.
Lussy-sur-Morges (/lysi syʀ mɔʀʒ/) est une commune suisse du canton de Vaud, située dans le district de Morges.

## Géographie
La commune se situe sur un plateau ondulé, entre le Boiron et la Morges, à 3,6 km à l'ouest-sud-ouest de Morges et à 2,5 km à l'ouest-nord-ouest de la gare de Tolochenaz, sur la route menant de Morges à Aubonne.
Elle est constituée du village de Lussy-sur-Morges et du hameau de Coinsin. Les communes voisines sont Saint-Prex, Lully, Denens et Villars-sous-Yens.
Le territoire de la commune s'étend sur 2,34 km2. Lors du relevé de 2013-2018, les surfaces d'habitations et d'infrastructures représentaient 13,7 % de sa superficie, les surfaces agricoles 72,6 %, les surfaces boisées 13,7 % et les surfaces improductives 0,9 %.

## Toponymie
Le nom de la commune, qui se prononce /lysi syʀ mɔʀʒ/, est adopté en 1953 pour la distinguer des autres Lussy, par exemple Lussy (Fribourg). 
Son premier élément dérive d'un gentilice latin de type Luscius ou Luccius et du suffixe toponymique celtique -akos/-acum. Il désigne donc un domaine en la possession d'un clan du nom de Luscius ou Luccius.
La première occurrence écrite du toponyme date de 1026, sous la forme de Luciaco.

## Population et société

### Gentilé
Les habitants de la commune se nomment les Lucifers (au féminin : une Lucifère) ou Lussyfers,, au sens d'étoile du soir.

### Démographie

#### Évolution de la population
Lussy-sur-Morges compte 729 habitants au 31 décembre 2022 pour une densité de population de 312 hab/km2. Sur la période 2010-2019, sa population a augmenté de 18,6 % (canton : 12,9 % ; Suisse : 9,4 %).  

#### Pyramide des âges
En 2020, le taux de personnes de moins de 30 ans s'élève à 34,1 %, au-dessous de la valeur cantonale (35 %). Le taux de personnes de plus de 60 ans est quant à lui de 24,5 %, alors qu'il est de 21,9 % au niveau cantonal.
La même année, la commune compte 345 hommes pour 377 femmes, soit un taux de 47,8 % d'hommes, inférieur à celui du canton (49,1 %).
| Hommes | Classe d’âge | Femmes |
| ------ | ------------ | ------ |
| 1,7    | 90 ans ou +  | 2,1    |
| 7,0    | 75 à 89 ans  | 9,5    |
| 13,0   | 60 à 74 ans  | 15,6   |
| 24,9   | 45 à 59 ans  | 21,5   |
| 16,5   | 30 à 44 ans  | 19,9   |
| 14,2   | 15 à 29 ans  | 13,5   |
| 22,6   | - de 14 ans  | 17,8   |

| Hommes | Classe d’âge | Femmes |
| ------ | ------------ | ------ |
| 0,5    | 90 ans ou +  | 1,4    |
| 6,1    | 75 à 89 ans  | 8,2    |
| 13,3   | 60 à 74 ans  | 14,3   |
| 21,5   | 45 à 59 ans  | 21,2   |
| 22,0   | 30 à 44 ans  | 21,4   |
| 19,6   | 15 à 29 ans  | 18,0   |
| 16,9   | - de 14 ans  | 15,5   |

## Histoire
En 1026, l'abbaye de Romainmôtier possède des terres dans la commune. Celle-ci appartient à l'abbaye de Saint-Maurice jusqu'en 1536. Durant la période bernoise (1536-1798), la commune, érigée en seigneurie en 1746, fait partie du bailliage de Morges. 
En 1866, une partie du village est détruite par un incendie. 
Dans les années 1980, la proximité de l'autoroute Lausanne-Genève a favorisé le développement de zones résidentielles au nord et au sud-ouest du village.

## Économie
La commune est demeurée tournée vers l'agriculture, l'arboriculture et la viticulture. 
Un moulin sis au bord du Boiron, déjà cité en 1768, était encore en activité avant 1914. 

## Politique
La commune est dotée d'un Conseil général (législatif), ouvert à toutes les personnes majeures, suisses ou étrangères (depuis 2003), disposant du droit de vote communal.
La commune est également dotée d'une Municipalité (exécutif) composée de cinq membres.
Il n'y a aucun parti politique[réf. nécessaire].

## Monuments
Le temple (1761) et la cure contiguë (1757-1759) sont construits par Abraham Burnand, à l'emplacement de l'ancienne église Saint-Pierre, paroissiale dès 1177, qui relevait du Grand-Saint-Bernard.